# Millennium (televíziós sorozat)
A Millennium 1996 és 1999 között futott amerikai televíziós sorozat. A műsor alkotója az X-aktákat is készítő Chris Carter, a történet pedig egy egykor FBI-ügynökről szól, aki a címadó, brutális bűneseteket önkéntesen kinyomozó csoporthoz csatlakozik. A főbb szerepeket Lance Henriksen, Megan Gallagher és Klea Scott játszották.
A sorozatot az Amerikai Egyesült Államokban a Fox adta 1996. október 25. és 1999. május 21. között. Magyarországon először a TV3 mutatta be 1998. szeptember 20-án, később a Viasat 3 is műsorra tűzte, 2007-ben pedig DVD-n is kiadták.

## Cselekmény
A sorozat főszereplője Frank Black, egy szabadúszó törvényszéki profilkészítő és korábbi FBI-ügynök. Franknek különleges tehetsége van ahhoz, hogy belelásson a bűnözők fejébe és gondolkodásmódjába, bár elmondása szerint nem rendelkezik pszihés képességekkel. Frank Seattleben él feleségével, Catherinenel és lányukkal, életüket viszont egy rejtélyes szervezet, a Millenium csoport zavarja meg. A csoport felajánlja Franknek, hogy segítsen nekik különösen veszélyes ügyek felderítésében, amit a férfi végül elvállal.

## Szereplők
| Szereplő           | Színész            | Magyar hang    |
| ------------------ | ------------------ | -------------- |
| Frank Black        | Lance Henriksen    | Szersén Gyula  |
| Catherine Black    | Megan Gallagher    | Csomor Csilla  |
| Emma Hollis ügynök | Klea Scott         | Kocsis Mariann |
| Peter Watts        | Terry O’Quinn      |                |
| Jordan Black       | Brittany Tiplady   |                |
| Robert Bletcher    | Bill Smitrovich    |                |
| Cheryl Andrews     | CCH Pounder        |                |
| Lucy Butler        | Sarah-Jane Redmond |                |
| Lara Means         | Kristen Cloke      |                |
| Brian Roedecker    | Allan Zinyk        |                |
| Andy McClaren      | Stephen E. Miller  |                |
| Barry Baldwin      | Peter Outerbridge  |                |

## Epizódok
| Évad | Évad              | Epizódok          | Eredeti sugárzás     | Eredeti sugárzás   | Eredeti adó |
| Évad | Évad              | Epizódok          | Évadpremier          | Évadfinálé         | Eredeti adó |
| ---- | ----------------- | ----------------- | -------------------- | ------------------ | ----------- |
|      | 1                 | 22                | 1996. október 25.    | 1997. május 16.    | Fox         |
|      | 2                 | 23                | 1997. szeptember 19. | 1998. május 15.    | Fox         |
|      | 3                 | 22                | 1998. október 2.     | 1999. május 21.    | Fox         |
|      | X-akták crossover | X-akták crossover | 1999. november 28.   | 1999. november 28. | Fox         |